# Banlieue

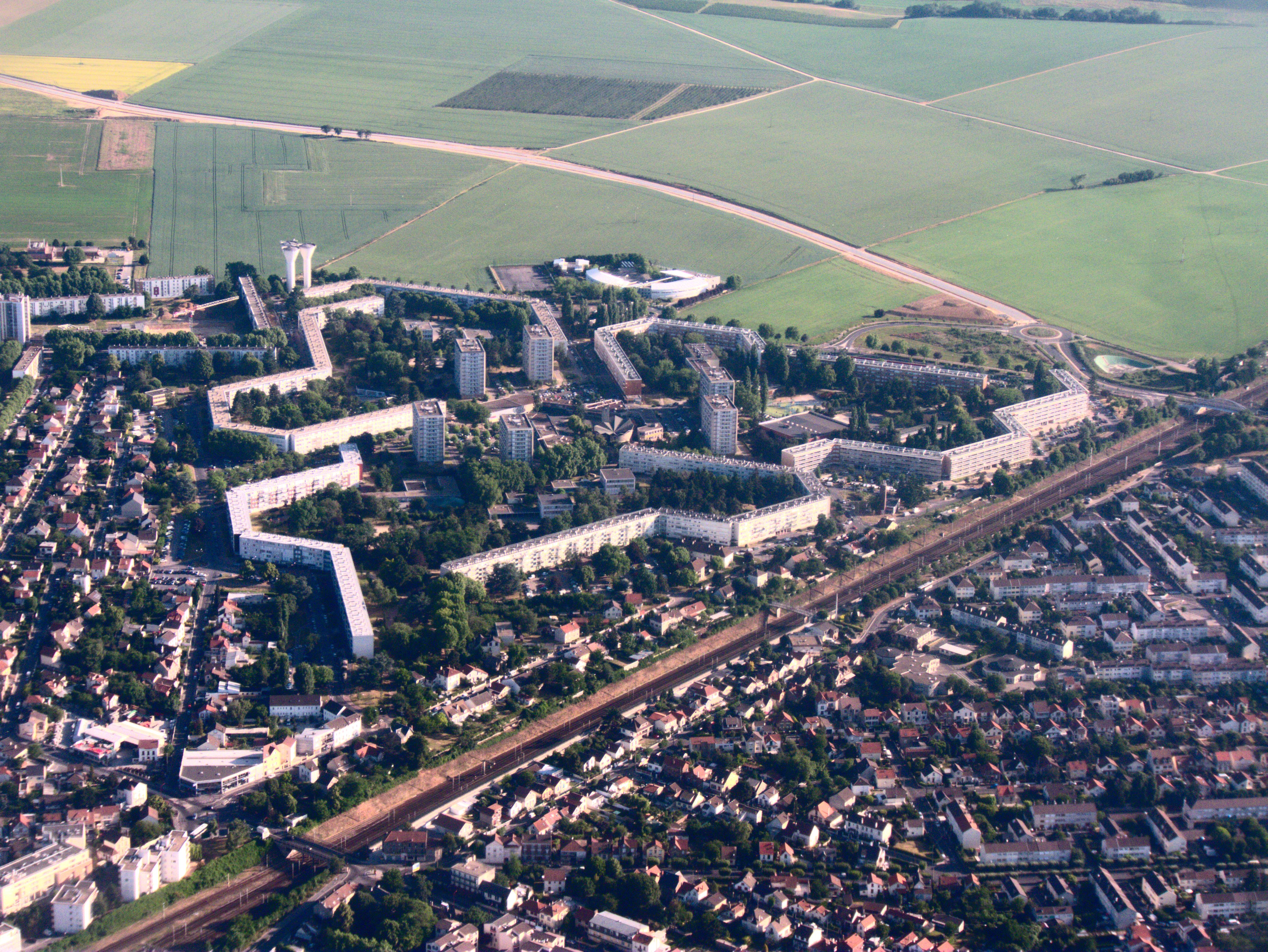
Vorstadt Le Quartier de la Fauconnière in Gonesse im Norden von Paris

Der französische Ausdruck Banlieue (Aussprache [bɑ̃ˈljø], anhörenⓘ, weiblich, französisch, von lateinisch bannum leucae, wörtlich: „Bannmeile“) bezeichnet die verstädterten Bereiche außerhalb eines Stadtzentrums bzw. die Randzone einer Großstadt, die sich im 19. Jahrhundert im Zuge von Industrialisierung wie Urbanisierung (Stadtrandwanderung von Industriebetrieben und industrieabhängiger Bevölkerung) herausbildeten bzw. herausbildete. Verwendet wird der Begriff primär in Frankreich bzw. für das französische Städtesystem. Gleichermaßen wird „Banlieue“ als Synonym für die einzelne Vorstadt bzw. für die Vorstädte (banlieues) innerhalb dieser Randzone gebraucht.
Seit den 1950er-Jahren ließ der französische Staat Großwohnsiedlungen (Hochhaussiedlungen; cités) in den Banlieues der größeren Städte Frankreichs – Paris, Lyon, Marseille usw. – errichten, in denen die (zumeist geringqualifizierten) Industriearbeiter für die damalige Zeit komfortablen Wohnraum fanden. Es sollte der massiven Wohnungsnot in den städtischen Räumen abgeholfen werden. Sie war entstanden durch eine stark überalterte und marode Bausubstanz in den Kernstädten und Kriegsschäden. Außerdem wanderten in den „Trente Glorieuses“ (dem Wirtschaftsaufschwung der dreißig „goldenen“ Nachkriegsjahre von ca. 1946 bis zur Ölkrise 1973/1974) einheimische Landbevölkerung und Einwanderer aus französischen Besitzungen in Übersee sowie dem europäischen Ausland in die industriellen Ballungsräume des Landes, vor allem nach Paris. Dann wirkte sich auch ein starkes Ansteigen der französischen Geburtenrate nach 1945 aus.
Der seit Mitte der 1970er-Jahre einsetzende Prozess, der Deindustrialisierung und damit Massenarbeitslosigkeit in Industrie und Gewerbe zur Folge hatte, führte nachfolgend zu einer Verarmung der in den cités konzentrierten proletarischen Haushalte. Die cités entwickelten sich von „Zentren der Moderne“ zu „Orten des sozialen Abstiegs“ und sind bis heute geprägt durch einen hohen Anteil an Arbeitslosen und Sozialhilfeempfängern, darunter sind überproportional viele arabische und afrikanische Einwanderer – teils mit, teils ohne französischen Pass. Mitunter sind diese Gebiete auch soziale Brennpunkte mit Problemen wie Kriminalität und Drogenkonsum. Im Frankreich der Gegenwart (2025) sind gut 1.500 Vororte das Zuhause von mehr als 5 Millionen Menschen.
Seit den 1980er-Jahren ist es in den cités wiederholt zu (Jugend-)Unruhen gekommen, die im Jahr 2005 einen vorläufigen Höhepunkt erreichten.

## Begriffsgeschichte und Definitionen
In seiner französischen Schreibweise, die bis in das 12. Jahrhundert zurückdatiert, bezeichnete banlieue – ein Kompositum des germanischen Wortes „Bann“ (zu französisch: le ban = der Bann) und des lateinischen Wortes leuga (zu französisch: la lieue = die Meile, siehe auch Leuge) zu dem vulgärlateinischen Banleuca – im feudal-monarchischen Herrschaftssystem den zonalen Bereich von einer Meile um eine Stadt, der noch der städtischen Gerichtsbarkeit bzw. der Herrschaftsgewalt des/der Stadtherren unterstand. Die Einrichtung dieser sogenannten „Bannmeile“ erfolgte primär aus wirtschaftsprotektionistischer Zielsetzung heraus; der städtische Handel wie das einheimische Gewerbe sollten vor konkurrierenden auswärtigen Händlern bzw. Anbietern geschützt werden (Bannrecht). Die (sukzessive) Einführung der Gewerbefreiheit Anfang des 19. Jahrhunderts hatte vor diesem Hintergrund den Bedeutungsverlust der banlieue als ökonomischer Schutz- bzw. Verbotszone zur Folge.
Zugleich erhielt der Begriff im Kontext der einsetzenden Industrialisierung und der damit verbundenen Urbanisierung bzw. Verstädterung im Verlauf des 19. Jahrhunderts eine neue Konnotation, die dem modernen Begriffsverständnis von banlieue zugrunde liegt. So wird der Begriff nachfolgend zur Bezeichnung der verstädterten Bereiche außerhalb der Zentren bzw. zur Bezeichnung der Randzone der (großen) französischen Städte verwendet.

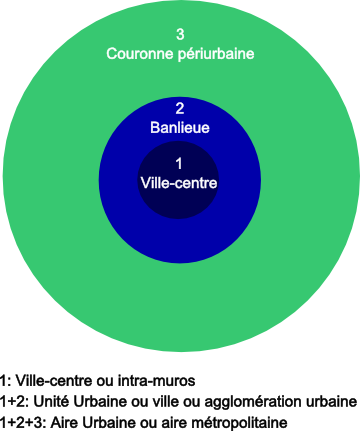
Gliederung städtischer Räume in Frankreich. 1: Kernstadt, 2: randliche Vorortzone, 3: periurbaner (suburbaner) Gürtel

Von Seiten der raumwissenschaftlichen Disziplinen (Raumplanung, Geographie) wird der französische Ausdruck banlieue als „randliche Vorortzone“ einer städtischen Agglomeration (primär in Frankreich bzw. das französische Städtesystem betreffend) definiert. „Banlieue“ ist dementsprechend die „Vorstadt(-zone)“, „das umliegende Gebiet eines Zentrums der Großstädte“, der „Stadtrandbezirk“ und/oder die „Trabantenstadt(-zone)“. Im Modell der Stadtregion bildet die banlieue somit den äußeren Rand der städtischen Agglomeration (Stadtzentrum zuzüglich Vorortzone). Im Fall der Stadtregion bzw. dem Großraum Paris stellt der Boulevard périphérique die topographische Grenze zwischen Kernstadt und Vorstadtzone dar.

Jährliches durchschnittliches Haushaltseinkommen (Median) im Jahr 2018 in der Stadt Paris und der Petite Couronne (Départements Hauts-de-Seine, Val-de-Marne und Seine-Saint-Denis)
unter 19.500 Euro
19.500 bis 25.000 Euro
25.000 bis 32.500 Euro
über 32.500 Euro

Die terminologische Zusammenfassung der einzelnen verstädterten Bereiche bzw. kommunal eigenständigen Vorstädte im Modell der Stadtregion wie im Begriff der „banlieue“ überdeckt jedoch die teils eminente Andersartigkeit der einzelnen Gebiete bzw. Vorstädte innerhalb dieser Zone. Deutliche Unterschiede zeigen sich so etwa mit Blick auf die physiognomische, sozioökonomische und/oder soziologische Verfasstheit dieser Gemeinden.
So umfasst etwa die „Pariser Banlieue“ beispielsweise einerseits „bürgerliche“, „vornehme“ Vororte im Westen der französischen Hauptstadt (z. B. Neuilly-sur-Seine), die gekennzeichnet sind durch ein im Vergleich mit anderen Gemeinden der Agglomeration überdurchschnittlich hohes durchschnittliches Haushaltseinkommen, eine homogene, vermögende, auf soziale Distinktion Wert legende Bewohnerschaft (primär der gehobenen Gesellschaft und dem reichen französischen Bürgertum angehörig) sowie durch prestigeträchtige Wohnbauten (etwa Stadthäuser – das sog. „hôtel particulier“) und luxuriöse Villen mit großflächigen Gartenanlagen.
Zur Pariser Stadtrandzone zählen jedoch gleichermaßen andererseits auch einzelne Vorstädte im Norden und Osten der banlieue (z. B. La Courneuve, Clichy-sous-Bois), die durch Reihenhaus- und Einfamilienhaussiedlungen von Mittelschichthaushalten sowie Hochhausviertel bzw. Großwohnsiedlungen mit Hochhausbebauung (sog. „cités“), die primär von sozioökonomisch schwachen Haushalten geprägt sind (hoher Anteil von Sozialwohnungen am Gesamtwohnungsbestand). Diese cités bilden strukturschwache Mikroräume innerhalb der jeweiligen Vorstadt, in denen überdurchschnittlich hohe Werte hinsichtlich der Arbeitslosenquote sowie des Anteils der Empfänger von Sozialhilfe und Sozialleistungen und unterdurchschnittliche Haushaltseinkommen (unterhalb der Armutsgrenze) konstatiert werden können.
Sowohl in wissenschaftlichen Publikationen wie in publizistischen Beiträgen wird der Begriff banlieue zugleich als Synonym für eine einzelne Vorstadt innerhalb der beschriebenen Stadtrandzone größerer Städte in Frankreich gebraucht. Im Falle der Bezugnahme auf mehrere Vorstädte bzw. Vororte erfolgt die Verwendung des Plurals banlieues.
Seit den 1970er-Jahren ist begriffsgeschichtlich zudem – insbesondere von Seiten der Medien wie der Politik – eine inhaltliche Verkürzung des Begriffes der banlieue auf die cités, die Großwohnsiedlungen in einigen französischen Vorstädten, zu beobachten. Der Begriff wird in diesem Zusammenhang zunehmend negativ konnotiert und mit „stigmatisierten Problemgebieten“ in Verbindung gebracht.

## Historische Entwicklung der „Banlieue“

### 19. Jahrhundert – erste Hälfte des 20. Jahrhunderts

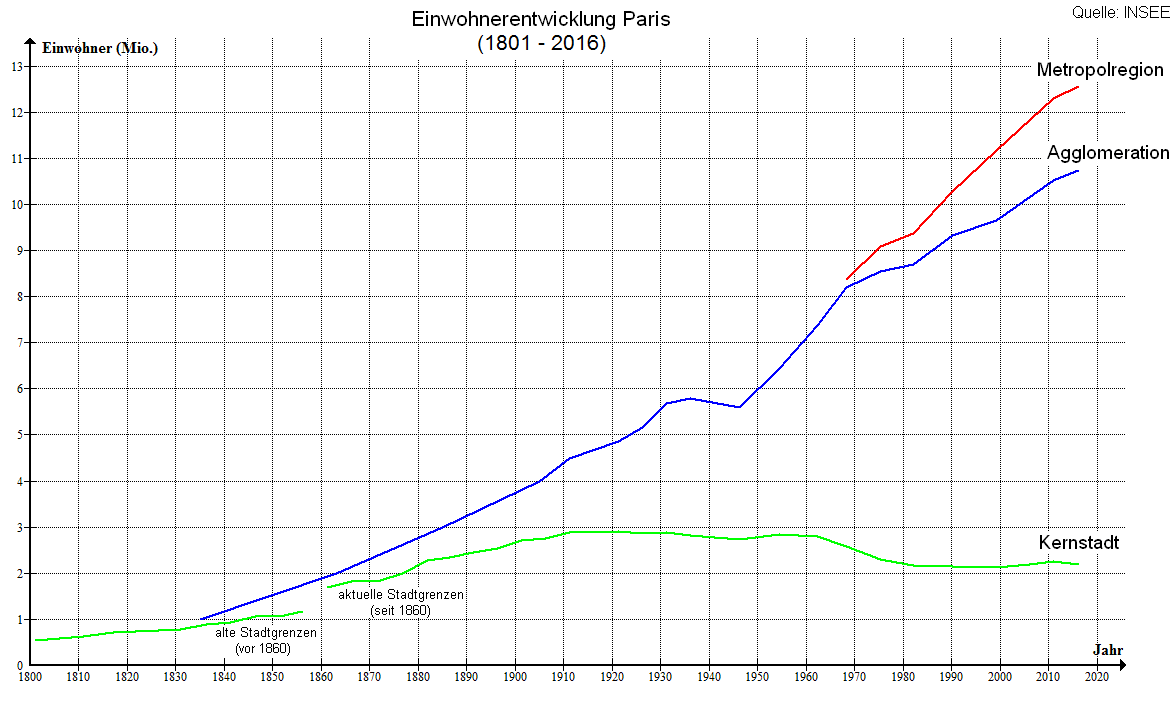
Einwohnerentwicklung in der Region Paris 1801–2011

Im Verlauf des Industrialisierungsprozesses bedingten unterschiedliche Wanderungsströme die räumliche Expansion der französischen Städte bzw. die Entstehung von Vorstädten am Rand der historischen Stadtzentren.
Die Genese der „banlieue“, der verstädterten Bereiche außerhalb der Zentren (siehe oben), resultierte so einerseits aus der Stadtrandwanderung einiger ehedem in der Kernstadt angesiedelter Wirtschaftsbetriebe. Die neuerlichen industriell-mechanischen Produktions- wie Distributionsweisen machten eine räumliche Expansion der Produktionsstätten erforderlich, die in den stark verdichteten historischen Stadtzentren jedoch nicht realisiert werden konnte. Dem Erweiterungsflächenmangel in den Kernstädten stand der Standortvorteil der Verfügbarkeit von Freiflächen am Stadtrand gegenüber, sodass zahlreiche Industriebetriebe von der Kernstadt an den Randbereich umsiedelten. Ferner präferierten auch neugegründete Betriebe die Randzone.
Die Stadtränder der größeren französischen Städte – Paris, Lyon und Marseille – entwickelten sich so zu industriellen Zonen, in denen sich die Industriebetriebe konzentrierten. Bedingt durch die prioritäre Förderung der Industrieansiedlung seitens des Staates in der Hauptstadtregion entwickelte sich, maßgeblich begründet in der Nähe zum Seine-Bogen wie die lokale Anbindung an Kanäle und die Eisenbahn, insbesondere in der nördlichen banlieue von Paris, im Gebiet zwischen Paris und dem Oise-Tal, „(…) das größte Ballungsgebiet Frankreichs von Chemie- und metallverarbeitender Industrie; es wurde ‚das französische Manchester‘“ genannt.
Die entstehenden resp. entstandenen Industrielandschaften wirken nachfolgend wie „Magneten“ und bedingen das Einsetzen einer quantitativ umfassenden Land-Stadt-Wanderung, auch wenn diese nicht die Dimensionen ähnlicher Entwicklungen in Großbritannien oder Deutschland erreichte. Die zunächst aus der französischen Provinz (v. a. Bretagne, Zentralmassiv) stammenden Einwanderer ließen sich zumeist in unmittelbarer Nähe der Arbeitsstätten nieder; in der banlieue entstanden bereits um 1900 zahlreiche neue Wohnviertel bzw. Einfamilienhausgebiete als Wohnorte der Arbeiter. Zugleich hatte der von Baron Haussmann umfassend betriebene Stadtumbau bzw. die Sanierung der Kernstadt, in dessen bzw. deren Rahmen Arbeiterwohnungen großbürgerlichen Wohnhäusern weichen mussten und die wenigen noch verfügbaren innerstädtischen Wohnungen für die proletarischen Haushalte immer weniger erschwinglich wurden, bereits seit den 1860er Jahren eine Abwanderung dieser Bevölkerungsschichten in die banlieue zur Folge.
Der Industrialisierungsschub in der Zeit um den Ersten Weltkrieg bedingte nachfolgend ein neuerliches Anschwellen der Zuwandererströme und eine weitere Verdichtung der bestehenden Wohnviertel in der nördlichen und östlichen Pariser banlieue wie ein weiteres räumliches Wachstum der selbigen.

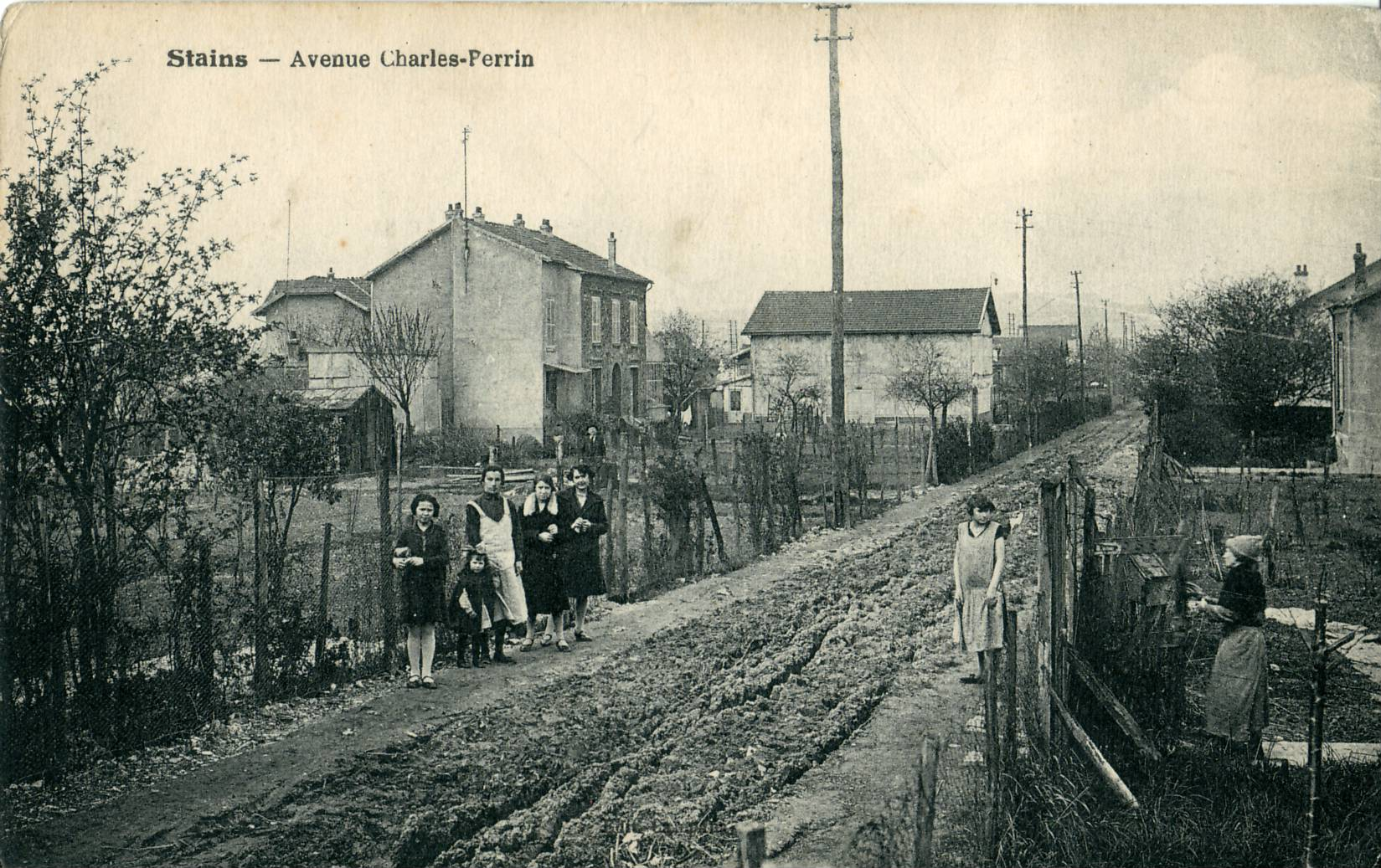
Eindrücke aus einer „zone pavillonnaire“ (Stains im Norden von Paris) zu Beginn des 20. Jahrhunderts. Nach Regen ist die „Straße“ zu einem Schlammpfad geworden.

Vor diesem Hintergrund entstanden in der nördlichen, östlichen wie südlichen Stadtrandzone der Hauptstadt, in der sich die Industrialisierung in Form von Industriebetrieben wie Wohngebieten industrieabhängiger Bevölkerung ausbreitete bzw. ausgebreitet hatte, im Zeitraum von 1920 bis 1930 circa 250.000 – zumeist provisorische – ärmliche „Behausungen“, die sich die aus den Kernstädten abwandernden wie aus den ländlichen Regionen des Landes zuwandernden Arbeiterhaushalte errichteten. In den 1920er-Jahren wurde diese zone pavillonnaire zudem zur Heimat zahlreicher Einwanderer aus dem südeuropäischen Raum, die ihre Heimatländer (Italien, Spanien, Portugal) aus ökonomischer Not (Armuts- und Arbeitsmigration) und/oder aus politischen Gründen (Flucht vor den Diktaturen) verließen bzw. verlassen hatten.
Aufgrund fehlender bzw. nur schwach ausgeprägter städtebaulicher Regulation – die Ansiedlung in der Stadtrandzone erfolgte unkontrolliert und unkoordiniert – war im überwiegenden Teil der Stadtrandzone kein Anschluss an die kernstädtische Ver- und Entsorgungs- (Kanalisation) sowie Verkehrsinfrastruktur gegeben, sodass insbesondere die hygienischen Zustände in den Wohnsiedlungen eklatant waren.
Die katastrophalen Zustände, insbesondere die sanitären Defizite, avancierten nachfolgend zum Gegenstand öffentlicher Diskussionen. Maßgeblich bedingt durch die Tatsache, dass sich die kommunistische Partei dieses Problems annahm und als „Anwalt der sanitären Reform“ zunehmend Mehrheiten in Gemeinden der banlieue akquirieren konnte (banlieue rouge oder ceinture rouge), wodurch auf Regierungsseite Ängste vor Aufständen wie sozialistischer Revolution der Arbeiterbewegung geschürt wurden (Erinnerungen an die Pariser Kommune 1871), erließ die französische Regierung im Jahr 1928 ein Gesetz (nach dem damaligen Innenminister Albert Sarraut loi Sarraut genannt), in dem die Auflage eines städtebaulichen Programms (mit Schwerpunkt auf einer geordneten Entwicklung bzw. ein Eindämmen des flächenhaften ungeordneten Ausuferns der Stadt) wie ein Programm zur „Hygienisierung“ der banlieue gefordert wurden. Die nachfolgend einsetzenden staatlichen Initiativen wurden jedoch nur von bescheidenem Erfolg gekrönt; es gelang lediglich punktuell, d. h. in einzelnen Gemeinden, die hygienischen Bedingungen im Speziellen wie die Wohnverhältnisse im Allgemeinen zu verbessern.

### Die Entwicklung nach dem Zweiten Weltkrieg
Die Entstehung von Großwohnsiedlungen (cités) in französischen Vorstädten

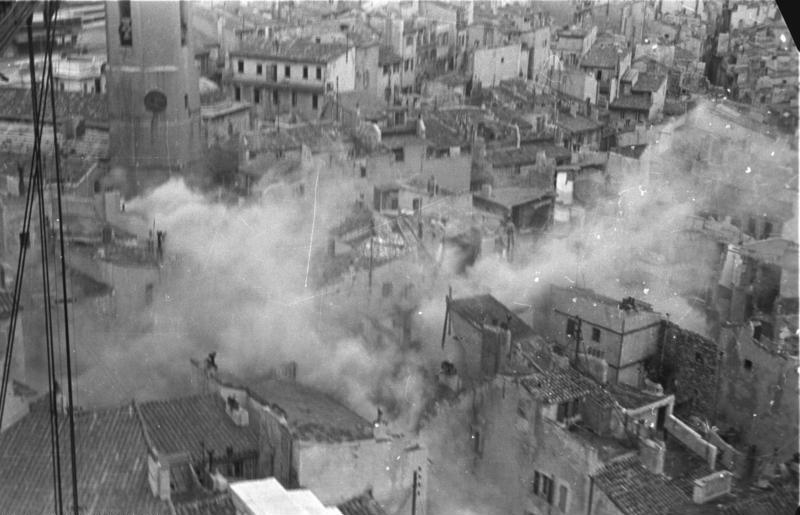
Marseille, Zerstörung des alten Hafenviertels im Zweiten Weltkrieg (1943)

Nach dem Ende des Zweiten Weltkrieges herrschte in Frankreich massive Wohnungsnot, maßgeblich bedingt durch die Kriegsschäden sowie die marode Bausubstanz. Sie wurde weiterhin forciert durch die anhaltende Verstädterung im Zuge der Zuwanderung von großen Teilen der Landbevölkerung sowie der (Arbeits-)Migration aus dem europäischen Ausland (südeuropäische Staaten: Spanien, Italien, Portugal, Jugoslawien) wie aus den französischen Überseegebieten (ehemalige französische Kolonien und Mandatsgebiete im Maghreb und dem subsaharischen Afrika) im Rahmen der Trente Glorieuses (Wirtschaftsaufschwung der dreißig „goldenen“ Nachkriegsjahre: 1946 bis zur Ölkrise 1973/1974). Da der französische Staat in der unmittelbaren Nachkriegszeit trotz der gegebenen, dringlichen Notwendigkeit einer umfassenden Wohnraumpolitik seine Maßnahmen primär bzw. gar ausschließlich auf den Wiederaufbau der industriellen wie verkehrstechnischen Infrastruktur konzentrierte, wuchs die Zahl der mit Wohnraum unterversorgten mal-logés (dt. notdürftig untergebrachte Personen) bis Mitte der 1950er-Jahre auf circa elf Millionen Menschen an.

„In der Hauptstadt lebten die Arbeiter in elenden Verhältnissen. Viele Wohnungen hatten nur ein Zimmer, ein Drittel der Wohnungen war überfüllt, die Hälfte hatte kein fließendes Wasser und viele waren baufällig. Zahlreiche Familien kamen in Hotels unter. Selbst große Teile der Mittelschicht lebten in prekären Wohnverhältnissen. Derweil hausten mehrere zehntausend Menschen, überwiegend algerische und andere Migranten, in Barackensiedlungen (bidonvilles), die erst Ende der 1970erJahre aufgelöst wurden.“

Einen Wandel der staatlichen Politik im Bereich des Wohnungswesens führte erst der extrem kalte Winter des Jahres 1953/1954, in dessen Verlauf zahlreiche Todesopfer zu beklagen waren, wie das Engagement von Abbé Pierre, der in einem Radioaufruf am 1. Februar 1954 an seine Landsleute appellierte, Wohnraum für die Obdachlosen zur Verfügung zu stellen, herbei. Der französische Staat richtete unter diesem Eindruck nachfolgend ein staatliches Wohnraumprogramm zur Linderung des Wohnungsmangels ein. In der Errichtung von Großwohnsiedlungen (cités) sah er das geeignete Mittel, um der massiven Wohnungsnot der unmittelbaren Nachkriegszeit zu begegnen. Die industriell gefertigten Großwohnsiedlungen, die nachfolgend in ausgewiesenen Stadtentwicklungsgebieten errichtet wurden, boten aus staatlicher Sicht den Vorteil, in relativ kurzer Zeit viel Wohnraum zur Verfügung stellen zu können. Für die privaten, öffentlichen und halbstaatlichen Wohnungsbaugesellschaften standen betriebswirtschaftliche Überlegungen – so die moderaten Kosten dieser Bauweise im Verhältnis zu den zu erwartenden hohen zukünftigen Gewinnen – im Vordergrund.

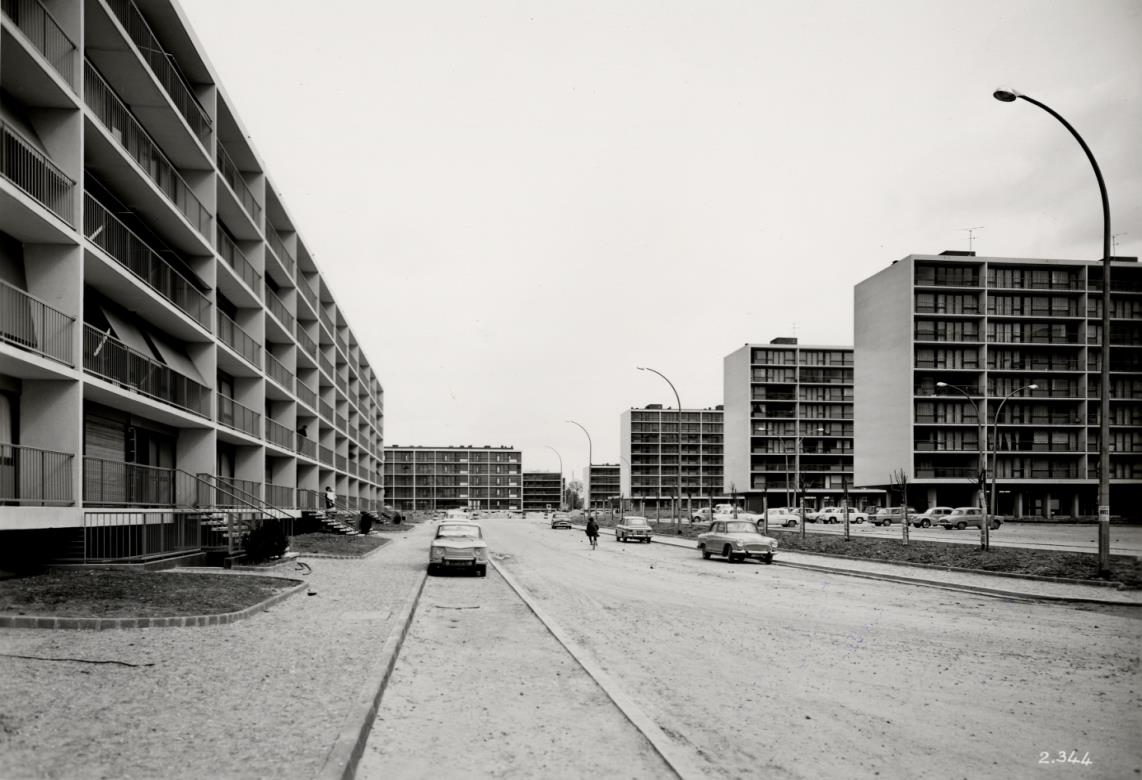
Cité in der südwestlich von Paris gelegenen Kommune Vélizy-Villacoublay in den 1960er-Jahren.

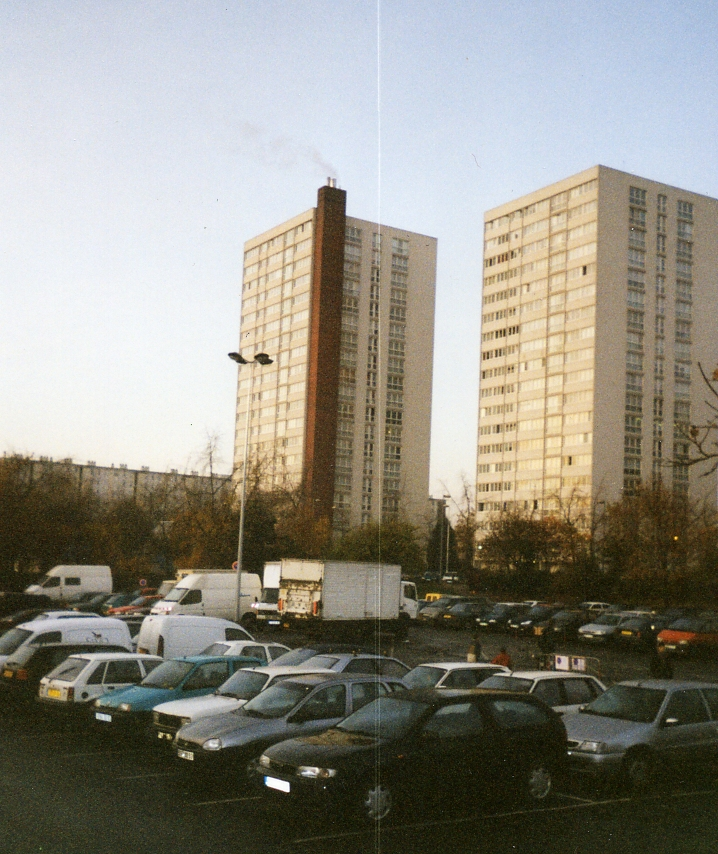
Grands ensembles in der nordöstlich von Paris gelegenen Vorstadt Aubervilliers

So entstanden in einigen Vororten der großen französischen Städte – maßgeblich beeinflusst durch die bereits in den 1920er-Jahren begründeten, jedoch erst in der Nachkriegszeit populär werdenden Konzepte des Bauhauses um Walter Gropius sowie das städtebauliche Leitbild von Le Corbusier, der in der Charta von Athen die räumliche Trennung der Funktionen Wohnen, Arbeiten, Freizeit und Verkehr formuliert hatte – im Rahmen des sozialen Wohnungsbaus reine Wohnquartiere in Form von Hochhaustürmen bzw. -riegeln (Grands Ensembles), die mehrere hundert, teils tausend identische Wohneinheiten umfassten.
Die Appartements innerhalb dieser industriell gefertigten Großwohnsiedlungen boten – insbesondere im Vergleich zum damaligen Zustand der Wohnbauten bzw. Mietwohnungen im Altbestand der Kernstädte – zeitgenössisch einen hohen Komfort (etwa durch das Vorhandensein moderner sanitärer Einrichtungen), sodass sich hier neben wohnungssuchenden Land-Stadt-Wanderern und sozioökonomisch schwächeren Haushalten auch sozioökonomisch besser situierte Haushalte der Arbeiterklasse wie der Mittelschicht ansiedelten, die sich für eine Wohnortverlagerung aus den Kernstädten, in denen sich die Wohnumfeldbedingungen (marode Bausubstanz, massive Verdichtung der Kernstädte im Verstädterungsprozess) sukzessive verschlechtert hatten, entschieden hatten.
Durch den Bau der cités stieg die Einwohnerzahl der entsprechenden Vororte in der banlieue, in denen bzw. an deren Rand Großwohnbauten geplant und realisiert wurden, innerhalb kürzester Zeit erheblich an. So verzeichnete etwa die im Norden der Pariser banlieue gelegene Stadt Sarcelles, die als erste Vorstadt in Frankreich eine Großwohnsiedlung erhielt, im Zeitraum von 1954 bis 1962 einen Anstieg der Einwohnerzahl von 8.397 auf 35.800 Einwohner (vgl. Kapitel Bevölkerungsentwicklung im Artikel Sarcelles). Reihenhaus- und Einfamilienhausgebiete älteren Baudatums wie neue Hochhausviertel prägten nun das siedlungsstrukturelle Erscheinungsbild der entsprechenden Vorstädte.

### Abwertung und Stigmatisierung der Großwohnsiedlungen seit Beginn der 1970er-Jahre
Galten die seit Mitte der 1950er-Jahre in zahlreichen Vorstädten französischer Großstädte entstandenen Großwohnsiedlungen (cités) als attraktive Wohngebiete mit komfortablem Wohnraumangebot bzw. komfortabler Ausstattung, bedingten sowohl der alsbald einsetzende Verfall der qualitativ minderwertigen Bausubstanz (Experimentier- und Schnellbauweise in der Entstehungszeit) als auch das konzeptionell bedingte Fehlen von Versorgungs- wie Freizeitmöglichkeiten und die mangelhafte verkehrstechnische Erschließung (Straßennetz wie Anschluss an das ÖPNV-Netz) einen deutlichen Attraktivitätsverlust der cités als Wohnstandorte.
In der Konsequenz wanderten nachfolgend, zu Beginn der 1970er-Jahre, die sozioökonomisch stärkeren Haushalte in zunehmender Zahl aus den Hochhaussiedlungen ab. Sie verließen die cités einerseits mit der Zielrichtung des weiteren Umlandes der Städte (Wohnsuburbanisierung), das günstiges Bauland mit der Option der Errichtung eines Eigenheims bot; andererseits verlagerten sie ihren Wohnort in die zentralen Wohnviertel der (Alt)Städte, die im Zuge von staatlichen Sanierungsmaßnahmen seit Mitte der 1970er-Jahre eine deutliche Aufwertung erfahren hatten (Gentrifizierung). Der mit den innerstädtischen Stadtumbau- wie Stadterneuerungsmaßnahmen verbundene Anstieg des Mietpreisniveaus in den zentralen Lagen der Städte bedingte im Gegenzug den räumlich entgegengesetzten Wanderungsprozess bzw. die Verdrängung der einkommenschwächeren Haushalte, denen sich im Kontext der Wohnstandortwahl teils ausschließlich die Option „cité“ bot.
Der Mitte der 1970er-Jahre einsetzende Prozess der Deindustrialisierung, der die seit Kriegsende andauernde Phase des Wirtschaftsbooms der Trentes Glorieuses (s. o.) beendete und eine massenhafte Freisetzung von Arbeitskräften im sekundären Sektor zur Folge hatte, führte nachfolgend zu einer Pauperisierung der in den cités konzentrierten proletarischen Haushalte und einer weiteren Verstärkung der Abwanderungsbewegung wohlhabenderer Haushalte. Die cités wurden in der Folge zunehmend von Arbeitslosigkeit und Armut geprägt.
Zugleich bedingte die im Rahmen der veränderten staatlichen Einwanderungspolitik ermöglichte Familienzusammenführung, in deren Zuge sich für die seit den 1950er-Jahren angeworbenen Arbeitskräfte aus dem Ausland – bei denen es sich primär um Einwanderer aus dem Maghreb gehandelt hatte (s. o.), die zunächst in Durchgangsheimen wie Barackensiedlungen (bidonvilles) Unterkunft gefunden hatten – die Option bot, ihre Familien nachkommen zu lassen, eine Zuwanderung dieser Migrantenfamilien in die cités, die mit ihren Sozialwohnungen zur Auffangstation dieser Bevölkerungsteile wurden.
Vor dem Hintergrund der skizzierten Entwicklung(en) wurden die cités in der banlieue bzw. den banlieues „(…) seit den 1980ern in zunehmendem Maße als Problemviertel, als quartiers sensibles, stigmatisiert – als Orte der Armut und des Verfalls und ab den 1990er-Jahren auch zunehmend als Orte von Unsicherheit und Kriminalität sowie als Orte der (kulturellen) Andersartigkeit“.
Die ersten Unruhen in den Banlieues, die als solche betrachtet wurden, fanden 1979 im Viertel "La Grappinière" in Vaulx-en-Velin, einem Vorort von Lyon, statt. Die Bewohner des Viertels erhoben sich gegen die Ordnungskräfte und verurteilten die "polizeilichen Schikanen", denen sie sich ausgesetzt sahen, insbesondere Jugendliche nordafrikanischer Herkunft. Seit 1977 bemüht sich der französische Staat im Rahmen der Politique de la ville um eine Förderung der Viertel, die stark unterdurchschnittliche sozio-ökonomische Werte aufweisen. Dass die Problemlagen in den cités jedoch weitaus komplexer sind, als dass sie durch städtebauliche Maßnahmen (etwa Verbesserung der Bausubstanz, Sanierung von Hochhäusern) wie die Zuweisung von Finanzmitteln für die soziale wie kulturelle Infrastruktur gelöst werden könnten, belegen die seit 1981 wiederkehrenden Unruhen in den cités, die 2005 (vgl. Unruhen in Frankreich 2005) einen Höhepunkt erreichten.
Auf Basis von fast vierjährigen Feldstudien unter seiner Anleitung kommt der Islamwissenschaftler Bernard Rougier zum Schluss, dass hier eine Parallelgesellschaft bestehe, mit einem Konflikt zwischen zwei gegensätzlichen Weltbildern: dem der Emanzipation und Aufklärung einerseits und dem eines salafistischen Gottesverständnis andererseits. Ein derartiges Phänomen wird in Frankreich teils unter den negativ konnotierten Begriff communautarisme gefasst.

### Situation der Geschlechter ab 1990
Die bereits erwähnte Freisetzung von Arbeitskräften geht zurück auf die schwindende Bedeutung der französischen Industrie in den 1990er-Jahren: Mit einem sinkenden Anteil der Industrie an der Wertschöpfung von 17,7 % auf 11,3 % seit 1990 zeigt sich insgesamt ein Abstieg des verarbeitenden Gewerbes.
Die Einwanderer, die als Arbeiter nach Frankreich gekommen waren und somit die Väter der ersten in Frankreich geborenen Generation, wurden häufig zuerst entlassen, was eine Massenarbeitslosigkeit und den Verlust des sozialen Status unter den Immigranten zur Folge hatte. Die Arbeitslosenquote in Frankreich stieg ab 1990 an und erreichte 1997 ihren Höhepunkt mit 10,89 % Erwerbsloser.
Mit der Zeit verloren die Väter ihre Privilegien innerhalb der Familie, diese gingen über auf den ältesten Sohn. Aufgrund des "erzwungene[n] Wechsel[s] von der Fabrik in die Untätigkeit" wurde die Hierarchie in den Familien massiv verändert, da die Autorität des Vaters durch seine Erwerbslosigkeit untergraben wurde. In Folge ersetzte der Sohn "den Vater physisch in seiner Rolle des Beschützers und Unterdrückers."
Parallel entwickelte sich in den 1990er-Jahren in Frankreich eine fundamentalistische islamische Strömung, durch welche die Angehörigen den Koran in Bezug auf die Rolle der Frau einseitig auslegten. Zur Zeit der Entstehung dieser Form des Islams befanden sich viele Jugendliche in der Banlieue in einer Phase geprägt von schulischem Misserfolg, Diskriminierung und Arbeitslosigkeit, weswegen die Ansichten verbreitet wurden und Anklang fanden. Der Islam und die Imame wandelten sich zum neuen sozialen Vermittler in den Vorstädten. So wandte man sich bei Problemen oder Unstimmigkeiten an einen Imam und nicht mehr an Sozialarbeiter oder Freizeitpädagogen, da diese Stellen vom Staat nach und nach abgebaut wurden.
Bestimmt durch diese Negativfaktoren und dem allgemeinen Gefühl von Ungerechtigkeit schuf sich eine Zugänglichkeit für diese Art der religiösen Propaganda, durch welche jungen Männern der theoretische Rahmen zur Unterdrückung von Mädchen an die Hand gelegt wurde.

## Dokumentationen und Spielfilme
- Von Charlie Hebdo bis Bataclan – Frankreichs verlorene Jugend. Dokumentation vom 23. November 2015, Quelle: WDR.
- Der 2016 erschienene Film Swagger ist eine Dokumentation über die Jugend in den Banlieues.
- Der in Schwarz-Weiß gedrehte französische Spielfilm Hass von 1995 schildert das trostlose Leben von Jugendlichen in der Banlieue.
- Mädchenbande (Originaltitel: Bande de filles, oder auch Girlhood) ist ein französisches Sozialdrama aus dem Jahr 2014.
- Die Wütenden – Les Misérables von 2019 schildert die Arbeit dreier Polizisten inmitten von Gewalt im Pariser Vorort Montfermeil.